# Muñón (Boal)
Muñón es una aldea perteneciente a la parroquia de Doiras, en el concejo de Boal, comarca de Eo-Navia, Principado de Asturias, España.
Cuenta con una población de 35 habitantes (INE, 2013) y se encuentra a unos 390 m de altura sobre el nivel del mar. Dista unos 6 km de la capital del concejo, tomando primero desde ésta la carretera AS-12 en dirección a Grandas de Salime, y desviándose después a la derecha por una pista local asfaltada, a 1 km tras pasar Peirones.